# Аксіотея Фліуська
Аксіотея Фліуська (Axiothea of Phlius) — одна з учениць Платона.

## З біографії
Вона народилася в Фліунті, стародавньому Пелопоннеському місті, що адмініструвався за спартанським правом. Там Платон заснував свою Академію. За Фемістієм, Аксіотея прочитала «Державу» Платона, після чого вирушила до Афіни, аби стати ученицею в автора книги. Вона вчилася в Академії, переодягнувшись чоловіком. Після смерті Платона продовжила навчання під керівництвом небожа Платона, Спевсіппа.
У фрагменті папірусу з Оксіринха згадана жінка, яка вчилася у Платона, Спевсіппа, а згодом у Менедема Еритрейського. У папірусі йдеться про те, що «в юності вона була красива та сповнена невимушеної грації». Ця жінка, на думку істориків, може бути Ластенією або ж Аксіотеєю Фліуською.